# Roselin de Blanford
Agraphospiza rubescens, Agraphospiza
Genre
Espèce
Synonymes
- Agraphospiza rubescens (Blanford, 1872)[1]
- Carpodacus rubescens (Blanford, 1872)[1]
- Procarduelis rubescens Blanford, 1872[1]

Statut de conservation UICN

 LC  : Préoccupation mineure
Le Roselin de Blanford (Agraphospiza rubescens), unique représentant du genre Agraphospiza, est une espèce de passereaux de la famille des Fringillidae.
Son nom commémore le zoologiste britannique William Thomas Blanford (1832-1905).

## Description
Cet oiseau mesure environ 15 cm.
Le mâle présente une tête rouge légèrement piquetée de gris et de noire, ces deux couleurs marquant les traits oculaires et les joues.
Plus terne, la femelle est brune dessus et brun clair dessous.

## Répartition
Son aire s'étend à travers l'Est de l’Himalaya, les monts Hengduan et le centre de la Chine.

## Habitat
Ce roselin est inféodé aux zones ouvertes des forêts de conifères ou mixtes de bouleaux et de conifères, notamment les clairières, les ravins et les versants dégagés.

## Alimentation
Elle n’est pas documentée, les rares photos de cette espèce prouvent qu’elle se nourrit de particules végétales essentiellement prélevées sur le sol.

## Nidification
Elle est très peu documentée, une ancienne donnée faisant état de jeunes à la sortie du nid et d’adultes en condition de reproduction à la mi-avril suggère une nidification précoce. Les œufs n’ont jamais été décrits en milieu naturel.

## Statut
L’espèce est qualifiée de sédentaire rare, peu commune ou localisée dans la littérature mais BirdLife International (2010) ne la considère pas comme menacée.

## Étymologies
Son nom spécifique, du latin rubescens, « rouge », lui a été donné en référence à la livrée du mâle.
Le nom du genre Agraphospiza est composé à partir du préfixe grec ancien ἀ-, a, « privation », γράφος, gráphos, « lignes », et σπιζα, spiza, « fringille », en référence au fait qu'aucun des deux sexes ne soit rayé.

## Publications originales
- Espèce Agraphospiza rubescens (sous le protonyme de Procarduelis rubescens) :
  - (en) William T.Blanford, « Description of a new Himalayan Finch, Procarduelis rubescens », Proceedings of the Zoological Society of London, Londres, ZSL, vol. 1871,‎ 1872, p. 693-695 (ISSN 0370-2774, OCLC 1779524, BNF 32843178, lire en ligne).
- Genre Agraphospiza :
  - (en) Dario Zuccon, Robert Prŷs-Jones, Pamela C. Rasmussen et Per G.P. Ericson, « The phylogenetic relationships and generic limits of finches (Fringillidae) », Molecular Phylogenetics and Evolution, Academic Press et Elsevier, vol. 62, no 2,‎ février 2012, p. 581-596 (ISSN 1055-7903 et 1095-9513, PMID 22023825, DOI 10.1016/J.YMPEV.2011.10.002, lire en ligne).